# Káleb

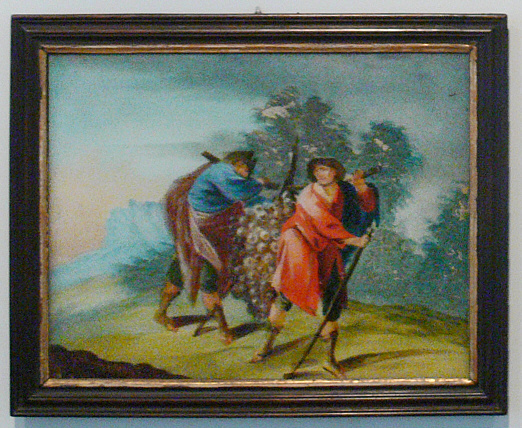
Zvědové vracející se z průzkumu zaslíbené země

Káleb (hebrejsky כָלֵב‎, Kalev, vykládáno jako „Pes“) – biblická postava Starého zákona.

## Káleb, syn Jefunův
Jeden z biblických Kálebů je Káleb, syn Jefunův. Vystupuje zejména v příběhu vyslání zvědů do zaslíbené země, jako jeden z dvanácti zvědů. Jeho příběh je popisován především v knize Numeri. Podle židovské tradice tento Káleb pojal za manželku faraonovu dceru Bitju, která na egyptském dvoře vychovala Mojžíše a později konvertovala na židovskou víru. Podle této tradice byl Káleb, syn Jefunův, znám též pod jménem Mered.

### Vyslání zvědů
Po projití otevřeným mořem, putovali Izraelci pod Božím vedením až na hranici zaslíbené země. Zastavili se u Kádeš-barneje. Zde Bůh přikázal, aby bylo vysláno 12 zvědů na průzkum zaslíbené země. Mezi těmito zvědy byl vyslán i Káleb. Když se zvědové vrátili, 10 z nich pohanilo pomluvami Izraelcům zemi, kterou jim Hospodin zaslíbil. Pouze dva z nich – Jozue a Káleb, povzbuzovali Izraelce k silné víře, že jim Bůh pomůže zaslíbenou zemi obsadit.

### Boží trest
Na základě všeobecného pochybování o Boží moci, lid Izraele odmítl vstoupit do zaslíbené země. Proto Bůh rozhodl, že to nebudou oni, kdo do té země vejde, ale až jejich děti. Oni, že se mají obrátit zpátky do pouště a putovat 40 let pouští, dokud nezemřou všichni, kteří byli v tu chvíli starší dvaceti let. Jen Jozue a Káleb budou jediní dva muži z této generace, kteří vstoupí do zaslíbené země, protože věřili v Boží sílu a pomoc při vstupu do zaslíbené země.

## Odkaz pro současnost

### Spoléhání na Boha
Káleb, syn Jefunův je příkladem člověka, který nespoléhá na klasické hodnoty světa – peníze, zbraně, apod., ale dokázal spoléhat (jít naplno) na Boha Stvořitele.
/Numeri 14:24/ Avšak svého otroka Káleba, protože smýšlel jinak a šel za mnou naplno, toho přivedu do země, do níž vešel, a jeho potomstvo si ji podrobí.

### Bázeň ze vzpoury proti Božímu pokynu
Káleb, syn Jefunův je dále příkladem člověka, který dokázal načerpat odvahu a poslechnout Boha v bázni ze vzpoury proti Božímu pokynu.
/Numeri 14:6/ Jozue, syn Núnův, a Káleb, syn Jefunův, z těch kteří prozkoumali zemi, roztrhli svá roucha
7 a říkali celé pospolitosti synů Izraele: Země, kterou jsme prošli, abychom ji prozkoumali, je převelice dobrá země.
8 Jestliže v nás Hospodin najde zalíbení, přivede nás do této země a dá nám ji -- zemi, která oplývá mlékem a medem.
9 Jenom se nebouřete proti Hospodinu! A lidu té země se nebojte, vždyť jsou pro nás jako chleba. Jejich ochrana od nich odstoupila, ale s námi je Hospodin, nebojte se jich!

## Další biblické postavy jménem Káleb
V Knihách kronik je zmíněn Káleb, syn Checronův. O něm je psáno, že si po smrti své ženy Azúby, vzal za manželku Efratu, která mu porodila Chúra. Židovská tradice ztotožňuje Efratu s prorokyní Mirjam a vysvětluje, že jméno Efrat poukazuje na její vznešený původ.